# کوفته هلو
کوفته هلو یکی از غذاهای شهر شیراز می‌باشد و به این‌صورت تهیه می‌شود که گوشت چرخ کرده را با آرد نخودچی و تخم مرغ و پیاز رنده می‌کنند و با زردچوبه و نمک مخلوط کرده، خوب ورز می‌دهند. دو عدد پیاز بزرگ را خلال نموده، سرخ می‌کنند و در پایان کشمش را روی آن ریخته، کمی تفت می‌دهند. (بعضی‌ها در خمیرمایه اولیه مقداری هویج یا مقداری نرگسی می‌ریزند) از خمیرمایه اولیه به اندازه یک هلو جدا کرده روی کف دست پهن می‌کنند و مقداری پیاز داغ و کشمش وسط آن قرار می‌دهند. خمیر پهن شده را دور کشمش و پیاز داغ جمع کرده، به صورت گلوله‌ای درمی‌آورند. هنگامی که کوفته‌ها آماده شد کمی آن‌ها را تفت می‌دهند تا کمی سرخ شود. سپس مجدداًپیاز داغ درست کرده و مقداری آب در آن ریخته می‌گذارند تا خوب بجوشد، مقداری هویج رنده شده (کوتراش) را با زردچوبه ونعنای خشک و روغن به آن اضافه نموده، به جوش می‌آورند. سپس کوفته‌ها را یکی یکی به داخل آن می‌اندازند. عده‌ای برای چاشنی (مزه) غذا از سرکه و شیره استفاده می‌کنند و عده‌ای هم از شکر و آبلیمو استفاده می‌کنند یعنی زمانی که دانه‌های برنج کاملاً نرم شد به دلخواه چاشنی غذا را به آن اضافه می‌کنیم. عده‌ای پس از اینکه کوفته‌ها را کشیدندروی آن‌ها نعنا داغ می‌ریزند حالا کوفته هلو آماده است.